# Mets de Guaynabo 2015 (pallavolo maschile)
Questa voce raccoglie le informazioni riguardanti i Mets de Guaynabo nelle competizioni ufficiali della stagione 2015.

## Organigramma societario
Area direttiva
- Presidente: José Pérez

Area tecnica
- Allenatore: Javier Gaspar

## Rosa
| N° | Nome              | Ruolo | Data di nascita | Nazionalità sportiva |
| -- | ----------------- | ----- | --------------- | -------------------- |
| 1  | Raynel Sánchez    | S     | 7 giugno 1993   | Porto Rico           |
| 3  | Pablo Guzmán      | S     | 2 giugno 1987   | Porto Rico           |
| 4  | Dennis Del Valle  | L     | 27 gennaio 1989 | Porto Rico           |
| 5  | Roberto Ramírez   | P     | 29 gennaio 1992 | Porto Rico           |
| 6  | Ángel Pérez       | P     | 20 maggio 1982  | Porto Rico           |
| 7  | Enrique Escalante | C     | 6 agosto 1984   | Porto Rico           |
| 8  | Jonathan King     | C     | 12 agosto 1982  | Porto Rico           |
| 9  | Juan Vázquez      | S/O   | 23 gennaio 1991 | Porto Rico           |
| 10 | Dimar López       | S/O   | 23 agosto 1986  | Porto Rico           |
| 11 | Eddie Rivera      | S     | 16 giugno 1992  | Porto Rico           |
| 12 | Jorge López       | S     | 6 febbraio 1992 | Porto Rico           |
| 13 | Sequiel Sánchez   | S     | 24 marzo 1990   | Porto Rico           |
| 15 | José Quiñones     | C     | 2 febbraio 1994 | Porto Rico           |
| 16 | Ramón Burgos      | C     | 15 gennaio 1993 | Porto Rico           |

## Mercato
| Acquisti | Acquisti         | Acquisti             | Acquisti      |
| R.       | Nome             | da                   | Modalità      |
| -------- | ---------------- | -------------------- | ------------- |
| S        | Pablo Guzmán     | Losanna UC           | fine prestito |
| L        | Dennis Del Valle | Lugano               | fine prestito |
| P        | Roberto Ramírez  | inattivo             | definitivo    |
| P        | Ángel Pérez      | Rennes               | fine prestito |
| S/O      | Juan Vázquez     | Indios de Mayagüez   | definitivo    |
| S/O      | Dimar López      | Gigantes de Carolina | definitivo    |
| S        | Eddie Rivera     | Gigantes de Carolina | definitivo    |
| S        | Jorge López      | Indios de Mayagüez   | definitivo    |
| C        | José Quiñones    | inattivo             | definitivo    |
| C        | Ramón Burgos     | IPFW                 | definitivo    |
| S        | Sequiel Sánchez  | Changos de Naranjito | definitivo    |

| Cessioni | Cessioni         | Cessioni              | Cessioni      |
| R.       | Nome             | a                     | Modalità      |
| -------- | ---------------- | --------------------- | ------------- |
| L        | Orlando Irizarry | Gigantes de Carolina  | definitivo    |
| S/O      | Jorge Mencía     | Jakarta BNI           | definitivo    |
| C        | Edwin Montaño    | Gigantes de Carolina  | definitivo    |
| S/O      | Ulises Maldonado | Changos de Naranjito  | definitivo    |
| S/O      | Pedro Fernández  | -                     | ritirato      |
| P        | Abdiel Rivera    | Plataneros de Corozal | fine prestito |
| L        | Arnel Cabrera    | Changos de Naranjito  | fine prestito |
| P        | Fernando Morales | Karavas               | definitivo    |
| S        | Yunieski Ramírez | Al-Ahly               | definitivo    |
| S        | Jorge López      | Changos de Naranjito  | definitivo    |

## Risultati

### LVSM

#### Regular season
| 1ª giornata - 21 agosto 2015 Coliseo Luis Aymat Cardona, San Sebastián    | Caribes de San Sebastián | 3 - 1 | Mets de Guaynabo         | 25-21, 27-25, 18-25, 25-16        |
| 2ª giornata - 23 agosto 2015 Coliseo Mario Morales, Guaynabo              | Mets de Guaynabo         | 3 - 0 | Changos de Naranjito     | 25-22, 25-17, 25-20               |
| 3ª giornata - 30 agosto 2015 Coliseo Carmen Zoraida Figueroa, Corozal     | Plataneros de Corozal    | 0 - 3 | Mets de Guaynabo         | 23-25, 26-28, 18-25               |
| 4ª giornata - 3 settembre 2015 Coliseo Mario Morales, Guaynabo            | Mets de Guaynabo         | 3 - 2 | Capitanes de Arecibo     | 25-21, 23-25, 18-25, 25-19, 15-8  |
| 5ª giornata - 5 settembre 2015 Palacio de Recreación y Deportes, Mayagüez | Indios de Mayagüez       | 0 - 3 | Mets de Guaynabo         | 20-25, 18-25, 22-25               |
| 6ª giornata - 10 settembre 2015 Coliseo Mario Morales, Guaynabo           | Mets de Guaynabo         | 3 - 0 | Patriotas de Lares       | 25-23, 25-22, 25-14               |
| 7ª giornata - 12 settembre 2015 Coliseo Félix Méndez Acevedo, Lares       | Patriotas de Lares       | 0 - 3 | Mets de Guaynabo         | 22-25, 29-31, 23-25               |
| 8ª giornata - 18 settembre 2015 Coliseo Mario Morales, Guaynabo           | Mets de Guaynabo         | 3 - 0 | Indios de Mayagüez       | 25-23, 25-20, 25-22               |
| 9ª giornata - 20 settembre 2015 Coliseo Manuel Iguina, Arecibo            | Capitanes de Arecibo     | 1 - 3 | Mets de Guaynabo         | 25-22, 25-27, 17-25, 23-25        |
| 10ª giornata - 22 settembre 2015 Coliseo Mario Morales, Guaynabo          | Mets de Guaynabo         | 3 - 0 | Gigantes de Carolina     | 25-20, 25-23, 25-22               |
| 11ª giornata - 24 settembre 2015 Coliseo Mario Morales, Guaynabo          | Mets de Guaynabo         | 3 - 1 | Plataneros de Corozal    | 25-23, 23-25, 25-20, 25-20        |
| 12ª giornata - 26 settembre 2015 Coliseo Guillermo Angulo, Carolina       | Gigantes de Carolina     | 1 - 3 | Mets de Guaynabo         | 25-16, 23-25, 26-28, 20-25        |
| 13ª giornata - 30 settembre 2015 Coliseo Mario Morales, Guaynabo          | Mets de Guaynabo         | 0 - 3 | Caribes de San Sebastián | 25-27, 19-25, 17-25               |
| 14ª giornata - 16 ottobre 2015 Coliseo Luis Aymat Cardona, San Sebastián  | Caribes de San Sebastián | 1 - 3 | Mets de Guaynabo         | 25-22, 17-25, 22-25, 18-25        |
| 15ª giornata - 18 ottobre 2015 Coliseo Mario Morales, Guaynabo            | Mets de Guaynabo         | 1 - 3 | Changos de Naranjito     | 23-25, 25-16, 21-25, 21-25        |
| 16ª giornata - 20 ottobre 2015 Coliseo Gelito Ortega, Naranjito           | Changos de Naranjito     | 0 - 3 | Mets de Guaynabo         | 23-25, 23-25, 19-25               |
| 17ª giornata - 23 ottobre 2015 Coliseo Carmen Zoraida Figueroa, Corozal   | Plataneros de Corozal    | 2 - 3 | Mets de Guaynabo         | 29-27, 19-25, 22-25, 25-21, 13-15 |
| 18ª giornata - 25 ottobre 2015 Coliseo Mario Morales, Guaynabo            | Mets de Guaynabo         | 3 - 1 | Gigantes de Carolina     | 25-15, 26-28, 25-17, 25-18        |
| 19ª giornata - 30 ottobre 2015 Palacio de Recreación y Deportes, Mayagüez | Indios de Mayagüez       | 3 - 2 | Mets de Guaynabo         | 18-25, 25-22, 20-25, 25-23, 15-8  |
| 20ª giornata - 3 novembre 2015 Coliseo Mario Morales, Guaynabo            | Mets de Guaynabo         | 2 - 3 | Capitanes de Arecibo     | 20-25, 25-19, 25-17, 23-25, 12-15 |
| 21ª giornata - 5 novembre 2015 Coliseo Mario Morales, Guaynabo            | Mets de Guaynabo         | 3 - 1 | Patriotas de Lares       | 23-25, 25-16, 25-19, 25-19        |
| 22ª giornata - 8 novembre 2015 Coliseo Guillermo Angulo, Carolina         | Gigantes de Carolina     | 0 - 3 | Mets de Guaynabo         | 22-25, 20-25, 23-25               |
| 23ª giornata - 10 novembre 2015 Coliseo Gelito Ortega, Naranjito          | Changos de Naranjito     | 3 - 2 | Mets de Guaynabo         | 20-25, 19-25, 26-24, 25-22, 15-12 |
| 24ª giornata - 13 novembre 2015 Coliseo Mario Morales, Guaynabo           | Mets de Guaynabo         | 3 - 0 | Plataneros de Corozal    | 25-18, 25-20, 25-22               |

#### Play-off
| Quarti di finale (gara 2) - 17 novembre 2015 Coliseo Multiusos Ismael Delgado, Aguada | Indios de Mayagüez   | 2 - 3 | Mets de Guaynabo     | 12-25, 25-22, 25-21, 18-25, 13-15 |
| Quarti di finale (gara 3) - 19 novembre 2015 Coliseo Mario Morales, Guaynabo          | Mets de Guaynabo     | 1 - 3 | Gigantes de Carolina | 26-24, 25-27, 22-25, 26-28        |
| Quarti di finale (gara 4) - 20 novembre 2015 Coliseo Mario Morales, Guaynabo          | Mets de Guaynabo     | 3 - 1 | Indios de Mayagüez   | 20-25, 25-18, 25-15, 25-18        |
| Quarti di finale (gara 6) - 23 novembre 2015 Coliseo Guillermo Angulo, Carolina       | Gigantes de Carolina | 3 - 1 | Mets de Guaynabo     | 22-25, 25-16, 25-23, 25-20        |
| Semifinali (gara 1) - 28 novembre 2015 Coliseo Manuel Iguina, Arecibo                 | Capitanes de Arecibo | 1 - 3 | Mets de Guaynabo     | 25-17, 21-25, 23-25, 15-25        |
| Semifinali (gara 2) - 30 novembre 2015 Coliseo Mario Morales, Guaynabo                | Mets de Guaynabo     | 2 - 3 | Capitanes de Arecibo | 25-21, 25-22, 17-25, 22-25, 12-15 |
| Semifinali (gara 3) - 2 dicembre 2015 Coliseo Mario Morales, Guaynabo                 | Mets de Guaynabo     | 0 - 3 | Capitanes de Arecibo | 21-25, 15-25, 17-25               |
| Semifinali (gara 4) - 4 dicembre 2015 Coliseo Manuel Iguina, Arecibo                  | Capitanes de Arecibo | 2 - 3 | Mets de Guaynabo     | 17-25, 22-25, 25-23, 25-15, 10-15 |
| Semifinali (gara 5) - 6 dicembre 2015 Coliseo Mario Morales, Guaynabo                 | Mets de Guaynabo     | 3 - 1 | Capitanes de Arecibo | 25-16, 18-25, 25-23, 25-20        |
| Semifinali (gara 6) - 7 dicembre 2015 Coliseo Manuel Iguina, Arecibo                  | Capitanes de Arecibo | 1 - 3 | Mets de Guaynabo     | 27-25, 17-25, 16-25, 19-25        |
| Finale (gara 1) - 11 dicembre 2015 Coliseo Mario Morales, Guaynabo                    | Mets de Guaynabo     | 3 - 1 | Gigantes de Carolina | 23-25, 25-21, 25-23, 25-22        |
| Finale (gara 2) - 13 dicembre 2015 Coliseo Guillermo Angulo, Carolina                 | Gigantes de Carolina | 1 - 3 | Mets de Guaynabo     | 22-25, 25-19, 22-25, 18-25        |
| Finale (gara 3) - 15 dicembre 2015 Coliseo Mario Morales, Guaynabo                    | Mets de Guaynabo     | 3 - 1 | Gigantes de Carolina | 25-16, 25-23, 21-25, 25-20        |
| Finale (gara 4) - 17 dicembre 2015 Coliseo Guillermo Angulo, Carolina                 | Gigantes de Carolina | 0 - 3 | Mets de Guaynabo     | 18-25, 23-25, 18-25               |

## Statistiche

### Statistiche di squadra
| Competizione | Punti | In casa | In casa | In casa | In trasferta | In trasferta | In trasferta | Totale | Totale | Totale |
| Competizione | Punti | G       | V       | P       | G            | V            | P            | G      | V      | P      |
| ------------ | ----- | ------- | ------- | ------- | ------------ | ------------ | ------------ | ------ | ------ | ------ |
| LVSM         | 55    | 19      | 13      | 6       | 19           | 15           | 4            | 38     | 28     | 10     |
| Totale       | -     | 19      | 13      | 6       | 19           | 15           | 4            | 38     | 28     | 10     |

G = partite giocate; V = partite vinte; P = partite perse